# În căutarea tatălui pierdut
În căutarea tatălui pierdut este un film românesc din 2016 regizat de Ionuț Teianu. Rolurile principale au fost interpretate de actorii Thomas Moore.

## Distribuție
Distribuția filmului este alcătuită din:
- Thomas Moore